# Viviers (Ardèche)
Viviers é uma comuna francesa na região administrativa de Auvérnia-Ródano-Alpes, no departamento de Ardèche. Estende-se por uma área de 34,15 km². Em 2010 a comuna tinha 3 777 habitantes (densidade: 110,6 hab./km²).